# ویلیام ردفیلد (هنرپیشه)
ویلیام ردفیلد (انگلیسی: William Redfield؛ ‏ ۲۶ ژانویهٔ ۱۹۲۷ – ۱۷ اوت ۱۹۷۶) بازیگر اهل ایالات متحده آمریکا بود.
از فیلم‌ها یا برنامه‌های تلویزیونی که وی در آن نقش داشته‌است، می‌توان به دیوانه از قفس پرید، آقای میلیاردر، به خاطر پیت و الماس داغ اشاره کرد.